# Ликор
Ликор је личност из грчке митологије.

## Митологија
Према Паусанији, био је син Аполона и нимфе Корикије, а Хијамов отац. Према њему је град Ликореја добио назив. Међутим, према неким изворима, овај град је добио назив по вуковима. У појединим изворима, име овог јунака је и Ликореј.